# Дрісс Бамус
Дрісс Бамус (араб. إدريس باموس, 15 грудня 1942, Беррешид — 16 квітня 2015) — марокканський футболіст, що грав на позиції півзахисника. По завершенні ігрової кар'єри — спортивний функціонер.
Виступав, зокрема, за клуб ФАР (Рабат), а також національну збірну Марокко.

## Клубна кар'єра
У дорослому футболі дебютував виступами за команду ФАР (Рабат), кольори якої і захищав протягом усієї своєї кар'єри гравця. За свою кар'єру він виграв сім чемпіонатів Марокко та один національний кубок.

## Виступи за збірну
1963 року дебютував в офіційних матчах у складі національної збірної Марокко.
Наступного року Бен-Кассу брав участь у літніх Олімпійських іграх 1964 року в Японії, де його збірна не вийшла з групи, програвши Угорщині і Югославії з рахунком 6:0 і 3:1 відповідно, а Бамус зіграв у обох іграх.
Згодом у складі збірної Марокко Бамус був учасником чемпіонату світу 1970 року у Мексиці, де Марокко також посіло останнє місце в групі, а Дрісс взяв участь у всіх трьох матчах — проти ФРН, Перу і Болгарії.
Загалом протягом кар'єри у національній команді, яка тривала 9 років, провів у її формі 43 офіційні матчі, забивши 9 голів.

## Подальша кар'єра
Після закінчення ігрової кар'єри Бамус став президентом Королівської марокканської футбольної федерації і організував в 1988 році Кубок африканських націй у Марокко. 
У 2006 році він був зарахований КАФ до списку 200 найкращих африканських футболістів за останні 50 років. 
У 2003 році він був підвищений до бригадного генерала Збройних сил Марокко.
Помер 16 квітня 2015 року на 73-му році життя після тривалої хвороби в Рабаті.

## Досягнення
- Чемпіонат Марокко (7): 1960/61, 1961/62, 1962/63, 1963/64, 1966/67, 1967/68, 1969/70
- Володар Кубка Марокко (1): 1971